# Mihael Ambrož
Mihael Ambrož (14. února 1808 Lublaň – 25. dubna 1864 Lublaň), byl rakouský státní úředník a politik slovinské národnosti z Kraňska, během revolučního roku 1848 poslanec Říšského sněmu, v 60. letech 19. století starosta Lublaně.

## Biografie
Vystudoval gymnázium. Pak jeden rok studoval bohosloví a následně studoval práva na Univerzitě ve Štýrském Hradci a na Vídeňské univerzitě. Živil se jako domácí učitel. Na praxi působil u městského i zemského soudu v Lublani. V období let 1836–1848 pracoval coby okresní komisař v různých lokalitách Kraňska (Smlednik, Ribnica, Bled, Lublaň, Boštanj a opět Smlednik). Roku 1849 se uvádí jako Michael Ambrosch, okresní komisař v obci Smlednik (Flöding).
Během revolučního roku 1848 se zapojil do veřejného dění. V roce 1848 se stal poslancem prozatímního Kraňského zemského sněmu. V prozatímním zemském sněmu vystupoval jako mluvčí Slovinců, žádal nové volby a rozšíření početního zastoupení venkovských poslanců. Během revoluce vyjadřoval obdiv a podporu celoněmeckému sjednocovacímu procesu, za což byl od některých Slovinců kritizován. Podporoval nicméně slovinské jazykové požadavky, konkrétně zavádění slovinštiny do škol a úřadů. Přiklonil se k tomu, aby kraňská vlajka měla podle návrhu spolku Slovensko društvo v Ljubljani bílo-modro-červenou barvy namísto původní stavovské zlato-modro-červené barvy. Tato varianta pak byla skutečně přijata a v současnosti tvoří základ slovinské vlajky.
Ve volbách roku 1848 byl zvolen i na ústavodárný Říšský sněm. Zastupoval volební obvod Radovljica. Tehdy se uváděl coby okresní komisař. Řadil se ke sněmovní levici. Náležel mezi slovinské národně orientované poslance. Na Říšském sněmu zasedal v ústavním výboru. Navrhl zrušení trestu smrti. V pozdější fázi ale kvůli vážnému onemocnění na post v ústavním výboru rezignoval. V parlamentu se připojil, podobně jako většina slovinských poslanců, k převážně německé liberální levici. Po přesunu sněmu do Kroměříže, zasedal jako většina Slovinců a Čechů v poslaneckém Slovanském klubu.
V roce 1849 vystoupil ze státní služby. Roku 1850 byl zvolen starostou Lublaně, ale roku 1851 na funkci rezignoval, protože nebyl v této funkci schválen státními orgány. Ministerstvo vnitra jeho rezignaci na úřad přijalo v březnu 1851. Od roku 1851 do roku 1855 působil jako obecní radní. Do politiky se znovu zapojil po obnovení ústavního systému vlády. V zemských volbách roku 1861 byl zvolen za poslance Kraňského zemského sněmu a stal se i členem zemského výboru. V zemském sněmu se profiloval jako znalec zákonodárných procedur. Navrhl kompromisní jazykový úzus ohledně slovinštiny a němčiny na sněmu.
Roku 1861 se stal prvním slovinským starostou Lublaně. Za jeho působení v této funkci se na radnici úřadovalo německy a slovinsky. Zastával názor, že německý jazyk je nadále potřebný. Jeho národnostní smířlivost ovšem vyvolávala opakovanou kritiku. Během Ambrožova starostování došlo k rozšíření městské školy, zavedení plynového osvětlení a tlakové kanalizace. Podílel se na veřejném životě. Přispíval do slovinských listů, v roce 1861 spoluzakládal lublaňskou čítárnu a byl jejím prvním předsedou.
Zemřel v dubnu 1864 po krátké nemoci na silný záchvat mrtvice.